# مختبرات جوجل
مختبرات جوجل (جوجل لابس) (بالإنجليزية: Google Labs) هو موقع وب يعرض مشاريع جوجل الجديدة "التي هي ليست جاهزةً تماماً"، حيث أنه يعمل كأرضية اختبار للخدمات الجديدة التي يتم تطويرها. تعتبر هذه طريقة لجوجل لكي تعرف آراء المستخدمين وملاحظاتهم حول المنتجات قبل إطلاق النسخ النهائية. خدمات جوجل لا تظهر دائماً على صفحة جوجل لاب، فالبعض يتم اختياره عن طريق الدعوات فقط مثل جيميل وجوجل كاليندر.
في عام 2006، جميع منتجات جوجل لاب كانت لها ذات الشعار الذي هو قارورة المحلول والعنوان الرمادي، على عكس منتجات أخرى لجوجل ذات عنوانين ملونة مثل أخبار جوجل وخرائط جوجل. هذا يحذر المستخدم أن هذا المنتج قد يحتوي على أخطاء وغير مناسب للاستعمال العام.

## وصلات خارجية
- الموقع الرسمي